# Benoît Dubreuil
Benoît Dubreuil est un fonctionnaire québécois et le Commissaire à la langue française du Québec. Entré en fonction le 1er mars 2023, il est le premier titulaire de ce poste.

## Biographie
Benoît Dubreuil est originaire d’Abitibi. Il est détenteur d'une maîtrise en philosophie de l'Université de Montréal (obtenue en 2003), d'un doctorat en philosophie de l'Université libre de Bruxelles (en 2007) et d'une maîtrise en administration des affaires de l'Université Laval (en 2021). Sa thèse de doctorat est publiée en 2010 chez Cambridge University Press sous le titre Human Evolution and the Origins of Hierarchies.
Dans la fonction publique fédérale canadienne, il exerce diverses fonctions de gestion au ministère de la Défense nationale, en 2013, pour le Programme d'éthique de la défense, à Services aux Autochtones Canada, de 2016 à 2020, pour les Services stratégiques et les Affaires intergouvernementales, et ensuite à l'Agence d'évaluation d'impact du Canada, de 2020 à 2023, pour le Secteur des opérations régionales. Dans la fonction publique québécoise, Dubreuil est conseiller politique au cabinet du ministre de l'Enseignement supérieur, de la Recherche, de la Science et de la Technologie de 2012 à 2013, et commissaire à la Commission d'évaluation de l'enseignement collégial de 2013 à 2016. Il est aussi membre bénévole à la Commission d'éthique en science et technologie de 2017 à 2023.
Dubreuil est hyperpolyglotte: il parle le français, l'anglais, le russe, l'allemand, le néerlandais, l'espagnol, le catalan, le portugais et l'italien. Il publie de nombreux livres et articles sur les fondements de la coopération et du langage, sur l'éthique et l'épistémologie et sur les politiques publiques. En 2011, il reçoit le prix Richard-Arès pour son essai, coécrit avec Guillaume Marois, nommé Le Remède imaginaire : Pourquoi l'immigration ne sauvera pas le Québec.